# Bert Stålhammar
Bert Emil Johannes Stålhammar, född 14 juni 1935 i Villands Vånga, död 7 oktober 2018 i Örebro var en svensk pedagog och politiker (folkpartist).
Bert Stålhammar, son till en baptistpastor, var rektor vid Askersunds gymnasium och fackskola och därefter skolinspektör (länsskolinspektör) 1976–1989. Han tog filosofie doktorsexamen vid Uppsala universitet 1984 på en avhandling om rektorsrollen i grundskolan och var efter det universitetslektor från 1989 och docent vid Uppsala universitet från 1989. Från 1989 var han verksam på dåvarande Högskolan i Örebro, där han doktorerade om rektorsfunktionen i grundskolan. Han kom även att bli initiativtagare till Skolledarhögskolan i Örebro, och blev professor emeritus i pedagogik.
Stålhammar var ledamot av Askersunds kommunfullmäktige 1974–1977 och av Örebro läns landsting från 1971. Han var även riksdagsledamot för Örebro läns valkrets 1971–1973. I riksdagen var han suppleant i utbildningsutskottet under hela mandatperioden. Han engagerade sig bland annat i frågor kring vuxenutbildning.
Stålhammar var pedagogisk expert i TV-programmet "Klass 9A" i Sveriges Television, som hade premiär 2008.